# Bonaventura Corominas
Bonaventura Corominas (Oristà 1763 - Lleida 1841) va ser un impressor i llibreter català.
La seva trajectòria professional va lligada a la de Rosa Compte, la viuda d'Escuder. Estava casat amb Antònia Compte, neboda de Rosa i filla de l'impressor reusenc Rafael Compte. Corominas treballava el 1776 de llibreter a Osca a la impremta de la viuda de Diego de Larumbe. El 1801 va arribar a Lleida possiblement cridat per Rosa Compte que havia enviudat de l'impressor Cristòfol Escuder i el necessitava per regentar el negoci. En aquella època la impremta anava a nom de la viuda i filla d'Escuder. El 1802 va morir Rosalia, la filla de Rosa i el negoci passa a mans de la mare. El peu d'impremta deia llavors "En casa de la Viuda de Escuder". A partir del moment en què Bonaventura Corominas es fa càrrec de la impremta la seva qualitat es veu molt millorada.
Fins al començament de la Guerra del francès, la impremta publica sobretot encàrrecs d'organismes oficials. El 1808 es va constituir a Lleida la Junta Superior del Principat i va establir la seva seu en una oficina de la casa de la viuda d'Escuder. La impremta va publicar llavors un Diario de la ciudad de Lérida (1808-1810), primer periòdic de la ciutat. Amb l'entrada dels francesos a Lleida el 1810, el govern militar va apoderar-se de l'establiment, va detenir i deportar Bonaventura Corominas a França, va confiscar tot el material i va canviar el nom de l'establiment pel d'"Imprenta de Lérida", que es dedicà sobretot a impressions oficials. La historiadora i bibliotecària Montserrat Comas, diu que Josep Francesc Ràfols explica el motiu de la persecució: el van acusar d'haver imprès proclames contra Napoleó. Es va poder escapar de la seva reclusió i va anar a Westfàlia, Països Baixos i les costes angleses, fins que després de molts esforços, va poder tornar a Lleida el 1815. Aquell any la viuda Escuder va recuperar la impremta que el nou govern havia cedit el 1814 a l'impressor Francesc Llorenç. La impremta es converteix en "Tipografía de Buenaventura Corominas y Rosa Escuder", però la societat es va acabar el 1816. Corominas es fa càrrec de la impremta en solitari i inicia un negoci cada vegada més actiu i que va dirigir fins a la seva mort el 1841. El van seguir després la seva viuda (1841-1871), el fill Llorenç (1871-1890) i la filla d'aquest a l'entrada del segle xx, casada amb l'impressor Lluís Abadal.
Bonaventura Corominas es va casar tres vegades. La primera amb Antònia Compte, amb la qual no va tenir descendència i que va morir el 1822. Després amb Narcisa Julià, amb la que va tenir quatre fills, però només en va sobreviure la filla, Narcisa. Morta la segona dona el 1831 es va casar amb Teresa Terré aquell mateix any, amb la qual va tenir quatre fills, els dos primers van morir joves, el tercer es va fer capellà i el quart, Llorenç, va seguir la impremta. Corominas va morir a l'agost de 1841 i Teresa Terré va seguir el negoci, amb la regència de Francesc Fontanals que havia entrat com a aprenent el 1838. El 1847 la viuda es va casar amb el regent, que s'ocupà de la impremta fins a la seva mort el 1871 amb el peu d'impremta Corominas-Fontanals, quan va posar-se al front Llorenç Corominas.
Bonaventura Corominas va ser pràcticament l'únic impressor a Lleida del 1816 fins a la seva mort, i els seus treballs es dirigien sobretot al mercat local, amb un notable predomini de llibres i opuscles religiosos, ja que era l'impressor del bisbat. Va imprimir també cèdules reials i sobretot l'anomenada literatura de canya i cordill, romanços i goigs, amb il·lustracions creades per ell mateix. El 1822 va imprimir el Semisemanario ilerdense, la segona capçalera de la capital de Segrià feta pel grup més exaltat dels liberals lleidatans. Va publicar també llibres per les escoles, sobretot els anomenats sil·labaris, manuals d'urbanitat i la famosa Història sagrada de Claude Fleury.